# Esther Orjuela
Judith Esther Orjuela Guillen (* 24. April 1955 in Barquisimeto; † 6. Januar 2017 in Caracas) war eine venezolanische Schauspielerin.

## Leben
Esther Orjuela wurde 1955 geboren. Sie studierte anfangs Medizin, brach das Studium jedoch ab. Ihre Fernsehkarriere begann 1978. Ihre erste Hauptrolle bekam sie 1991. Sie war hauptsächlich in diversen Seifenopern zu sehen.
Sie verstarb am 6. Januar 2017 mit 61 Jahren an einem Krebsleiden.

## Filmografie
- 1978: La fiera (Fernsehserie)
- 1982: La heredera (Fernsehserie)
- 1983: Marta y Javier (Fernsehserie)
- 1985: Las amazonas (Fernsehserie)
- 1987: El señor de los llanos
- 1995: Entrega total (Fernsehserie)
- 1997: A todo corazón (Fernsehserie)
- 2001: Felina (Fernsehserie)
- 2002: Lejana como el viento (Fernsehserie)
- 2005: Con toda el alma (Fernsehserie)
- 2010: Si me miran tus ojos (Fernsehserie)
- 2011–2012: Natalia del Mar (Fernsehserie)
- 2012: Mi ex me tiene ganas (Fernsehserie)